# Computer Othello
 (août 2020).
Si vous disposez d'ouvrages ou d'articles de référence ou si vous connaissez des sites web de qualité traitant du thème abordé ici, merci de compléter l'article en donnant les références utiles à sa vérifiabilité et en les liant à la section « Notes et références ».
Computer Othello est un jeu vidéo développé par Nintendo et distribué en 1978, uniquement au Japon. Bien que l'année précédente soit sortie leur première console de salon nommée Color TV-Game, et qu'ils aient produit de nombreuses bornes d'arcade dans les années 1970, Computer Othello est le premier jeu d'arcade produit par Nintendo.
Le gameplay du jeu est une simple adaptation vidéo du jeu de société Othello, aussi connu sous le nom de Reversi.